# Olympique de Marseille 1973-1974
Questa voce raccoglie le informazioni riguardanti l'Olympique de Marseille nelle competizioni ufficiali della stagione 1973-1974.

## Maglie e sponsor
Lo sponsor tecnico per la stagione 1973-1974 è Le Coq Sportif, mentre gli sponsor ufficiali sono Michel Axel per il campionato e Perrier per la Coppa di Francia.
| Manica sinistra · Maglietta · Manica destra · Pantaloncini · Calzettoni | Manica sinistra · Maglietta · Manica destra · Pantaloncini · Calzettoni |  |

## Rosa
| N. |                    | Ruolo | Calciatore            |
| -- | ------------------ | ----- | --------------------- |
|    | Francia (bandiera) | P     | Georges Carnus        |
|    | Francia (bandiera) | P     | Bernard Gregori       |
|    | Francia (bandiera) | P     | Jean-Paul Krafft      |
|    | Francia (bandiera) | D     | Fernand Armenante     |
|    | Francia (bandiera) | D     | Bernard Bosquier      |
|    | Francia (bandiera) | D     | François Bracci       |
|    | Francia (bandiera) | D     | Jean-Pierre Lopez     |
|    | Francia (bandiera) | D     | Marius Trésor         |
|    | Francia (bandiera) | D     | Jules Zvunka          |
|    | Francia (bandiera) | D     | Victor Zvunka         |
|    | Francia (bandiera) | C     | Robert Buigues        |
|    | Francia (bandiera) | C     | Georges Franceschetti |
|    | Francia (bandiera) | C     | Raymond Keruzoré      |

| N. |                           | Ruolo | Calciatore        |
| -- | ------------------------- | ----- | ----------------- |
|    | Francia (bandiera)        | C     | Roger Le Boedec   |
|    | Francia (bandiera)        | C     | Daniel Leclercq   |
|    | Francia (bandiera)        | C     | Felix Lendo       |
|    | Francia (bandiera)        | C     | Daniel Mahieu     |
|    | Francia (bandiera)        | A     | Jacques Bonnet    |
|    | Francia (bandiera)        | A     | Didier Couécou    |
|    | Francia (bandiera)        | A     | Albert Emon       |
|    | Francia (bandiera)        | A     | Antoine Kuszowski |
|    | Svezia (bandiera)         | A     | Roger Magnusson   |
|    | Francia (bandiera)        | A     | Marc Ropero       |
|    | Costa d'Avorio (bandiera) | C     | Desiré Sikely     |
|    | Jugoslavia (bandiera)     | A     | Josip Skoblar     |

## Risultati

### Coppa UEFA
| Arbitro: | Biwersi |

|  |           |                                                      |
|  | Marcatori | 10’ (aut.) Hardt 15’, 30’, 59’ Kuszowski 70’ Buigues |

| Arbitro: | Racine |

|                                                              |           |                     |
| Magnusson 17’ Skoblar 25’, 37’, 42’ Kuszowski 35’ Trésor 72’ | Marcatori | 62’ (rig.) Hoffmann |

| Arbitro: | Jones |

|                         |           |  |
| Lopez 68’ Kuszowski 74’ | Marcatori |  |

| Arbitro: | Jursa |

|                                                            |           |  |
| Flohe 37’ Müller 10’, 37’ Overath 80’ (rig.) Löhr 47’, 55’ | Marcatori |  |